# بيير باوتشر (مصور)
بيير باوتشر (بالفرنسية: Pierre Boucher)‏ (و. 1908 – 2000 م) هو مصور فرنسي، ولد في باريس، شارك في foto '37 ‏، توفي عن عمر يناهز 92 عاماً.